# Louis-Jules Mancini-Mazarini

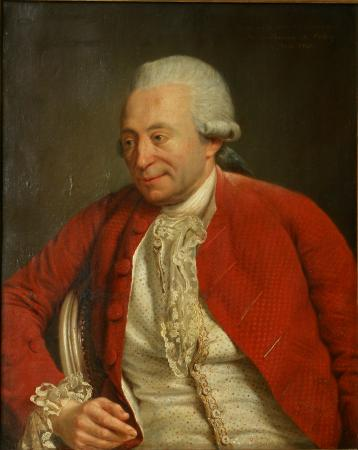
Louis-Jules Mancini-Mazarini, duc de Nivernais.

Louis-Jules Mancini-Mazarini, duc de Nevers, genannt de Nivernais (* 16. Dezember 1716 in Paris; † 25. Februar 1798 ebenda) war ein französischer Politiker und Schriftsteller.

## Leben
Mancini-Mazarini war ein Sohn des Duc de Nevers, Philippe Jules François Mancini (1676–1768) und dessen Ehefrau Marianna Spinola (1687–1739). Philippe Mancini war Teil der Familiendynastie Mazarin-Mancini, der auch Kardinal Mazarin entstammte.
Mancini-Mazarini konnte als Schriftsteller schon früh erfolgreich debütieren und hatte seinen künstlerischen Durchbruch mit einigen erfolgreichen Theaterstücken. Diesen Umstand verdankte er 1742 seine Aufnahme in die Académie française als Nachfolger für den verstorbenen Bischof von Clermont, Jean-Baptiste Massillon (Fauteuil 4). Ihm selbst folgte 1796 der Schriftsteller Gabriel-Marie Legouvé auf diesem Platz nach. 1744 wurde er zum Ehrenmitglied der Académie royale des inscriptions et belles-lettres gewählt. Seit 1756 war Mancini-Mazarini auswärtiges Mitglied der Preußischen Akademie der Wissenschaften.

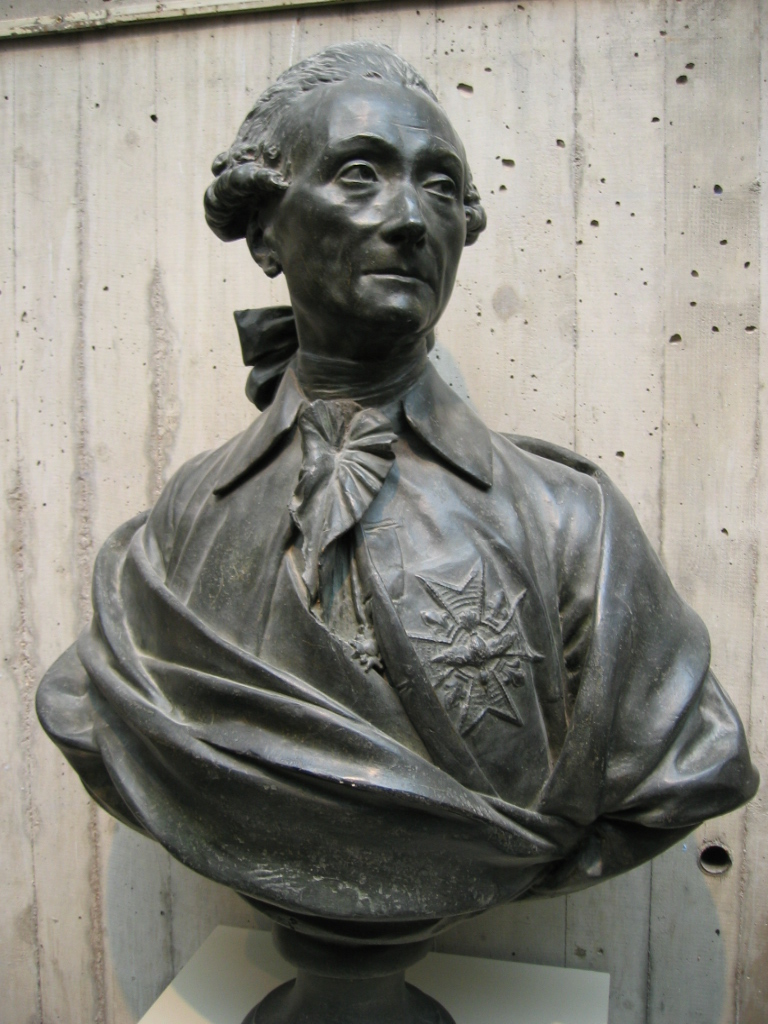
Louis-Jules Mancini-Mazarini (Büste von Jean-Antoine Houdon)

In Paris heiratete Mancini-Mazarini Hèlène Françoise Phélypeaux de Pontchartrain (1715–1781). Das Ehepaar hatte zusammen mehrere Kinder, darunter Hélène Julie, die später den Comte de Gisors, Louis-Marie Foucquet de Belle-Isle heiratete und Adélaïde Diane, die spätere Ehefrau von Louis Hercule Timoléon de Cossé, der Erbherzog von Brissac.
1748 entsandte man Mancini-Mazarini in diplomatischer Mission zum Heiligen Stuhl nach Rom und 1756 mit gleicher Aufgabe nach Berlin zu Friedrich II. von Preußen. 1763 vertrat er die Interessen des französischen Hofs bei Georg III. in London und zwischen 1763 und 1787 diente er als Minister unter Ludwig XVI.
Gerade durch sein letztes Amt fiel er während der Jahre der Terrorherrschaft in Ungnade und wurde inhaftiert. Er überlebte diese Zeit und starb im Alter von 82 Jahren am 25. Februar 1798 in Paris und fand dort auch seine letzte Ruhestätte.

## Werke (Auswahl)
als Autor
- La Colette fixée. Comédie en 3 actes en vers; avec un divertissement. Paris 1746 (zusammen mit Charles-Antoine Leclerc de La Bruère und Claude-Henri de Fusée de Voisenon).
- Fables de Mancini-Nivernois. Paris 1796.

als Übersetzer
- Horace Walpole: Essai sur l’art des jardins modernes. Paris 1785.